# Heisteria salicifolia
Heisteria salicifolia là một loài thực vật có hoa trong họ Olacaceae. Loài này được Engl. mô tả khoa học đầu tiên năm 1872.